# Kutaisi
Kutaisi (gru. ქუთაისი) treći je najveći gruzijski grad. Prijestolnica je gruzijske regije (mhare) Imeretije u središtu zemlje, u dolini rijeke Rioni.

## Povijest
Tragovi o osnivanju Kutaisija stari su preko 3500 godina. Prema grčkoj mitologiji, upravo je ovdje Jazon ukrao zlatno runo, izvršavajući zadatke kolhindskog kralja Eta. Stari grčki povjesničari spominju grad u vrijeme ere kretskog kralja Minosa.
Započevši od antičkih vremena, Kutaisi je imao vodeću poziciju na zapadu Gruzije. Tijekom 6. stoljeća, grad je bio prijestolnica Kraljevstva Lazika te je bio vojni poligon Perzije i Bizanta. U 8. stoljeću postao je glavni grad Ujedinjenog Kraljevstva Lazika i Abhazije dok je njegova važnost porasla u 10. stoljeću kada je postao prijestolnica Ujedinjenog Kraljevstva Gruzije te je ondje stolovao kralj Bagrat III. Status glavnog grada imao je sljedeće 124 godine, a kao simbol tog vremena i ujedinjenja zemlje, ondje se nalazi istoimena lijepa katedrala Bagrati.
Tijekom vladavine kralja Davida IV. od Gruzije, prijestolnica je premještena u Tbilisi dok je u Kutaisiju izgrađen Gelatski manastir a izvan grada eklesiologijska akademija. Unatoč gubitku statusa prijestolnice, Kutaisi nikad nije izgubio svoje mjesto u gruzijskoj povijesti te je kulturološki, edukacijski i turistički centar zemlje.
Za vrijeme Imeretskog kraljevstva, grad je više puta padao u turske ruke, iako je formalno ostajao glavnim gradom. Imeretski vladari obraćali su se Rusiji često za pomoć, no ona na te pozive nije odgovarala jer su joj bili važniji dobri odnosi s Osmanskim Carstvom. Tek je potkraj 18. stoljeća, za vrijeme Katarine Velike, Rusija poslala pomoć kralju Solomonu I. On je uz pomoć njemačkog generala Gottlieba Totlebena oslobodio grad. Ubrzo poslije toga, 1810. godine, Imereti je uključen u Rusko Carstvo a grad je postao sjedištem gubernije.
Početkom 20. stoljeća Kutaisi je bio mali provincijski gradić, međutim tijekom sovjetskog razdoblja postao je veliko industrijsko središte gruzijske sovjetsko-socijalističke republike.
Bivši gruzijski predsjednik Miheil Saakašvili je 2011. godine potpisao ustavni amandman kojim je gruzijski parlament premješten iz Tbilisija u Kutaisi. Tako je zgrada parlamenta izgrađena na mjestu srušenog masivnog monumenta posvećenog u sjećanje na 300.000 poginulih Gruzijaca tijekom 2. svjetskog rata. Zgrada je dizajnirana u futurističkom obliku ovalne kupole od stakla a otvorena je u svibnju 2012. Troškovi njezine izgradnje iznosili su gotovo 83 milijuna USD.

## Klima
Klima u gradu je vlažna i suptropska s vrućim ljetima te toplim i suhim zimama. Prosječna godišnja temperatura iznosi 14,5 °C s pet stupnjeva razlike s obzirom na druge dijelove Imeretije. Godišnja količina oborina iznosi 1.730 mm.

## Gospodarstvo
Glavne gospodarske grane u gradu su trgovina, industrija i transport. Kod industrijske proizvodnje prevladavaju:
- prehrambena industrija (proizvodnja mesa, mliječnih proizvoda i minerala te alkoholnih i nealkoholnih pića),
- drvna industrija (namještaj i građevinski materijal),
- automobilska industrija (poljoprivredna vozila, teretni kamioni, mali dijelovi za automobile, naftne pumpe, kranovi),
- proizvodnja ore (kreda, cement, boje),
- obrti (proizvodnja prirodne svile, tepiha i stokineta).

## Promet
Kutaisi se nalazi na raskrižju puteva koji vode prema zapadu i sjeveru Gruzije. Udaljenost od grada do prijestolnice Tbilisija iznosi 220 km.
U gradu je izgrađeno 312 km cesta za motorna vozila, postoji željeznički promet dok se 14 km zapadno od grada nalazi međunarodna zračna luka David IV. od Gruzije.

## Znamenitosti
Gradska jezgra Kutaisija sačuvala je svoj srednjovjekovni izgled. Od arhitektonskih spomenika ističu se katedrala Bagrati i manastir Gelati te su oba 1994. godine upisani u UNESCO-ov popis mjesta svjetske baštine u Aziji i Oceaniji. Tu je i samostan Motsameta iz 11. stoljeća.
U gradu se nalazio masivni memorijal "Monument slave" posvećen gruzijskim žrtvama u 2. svjetskom ratu. On je uništen tijekom prosinca 2009. kako bi se na njegovom mjestu izgradila zgrada parlamenta koja je ovdje premještena iz Tbilisija. Samo rušenje izazvalo je masovne proteste iz Rusije te redova gruzijske opozicije. Vladimir Putin koji je tada bio ruski premijer predložio je obnovu spomenika u Moskvi. Budući da se izvođač rušenja nije držao pravila sigurnosti, tada je poginula žena i njezino dijete a teško je ozlijeđen jedan muškarac, kada je u eksploziji u zrak odletio dio konstrukcije.

## Sport
Glavni sport u gradu je nogomet dok je lokalni Torpedo Kutaisi bio trostruki uzastopni nacionalni prvak. Popularan je i ragbi u kojem je RC AIA Kutaisi nekoliko puta osvojio sovjetsko a raspadom države i nacionalno prvenstvo. Tu je i košarkaški klub BC Kutaisi 2010.
Iz Kutaisija je dugogodišnja svjetska šahovska prvakinja Maja Čiburdanidze‎.

## Sestrinski gradovi
Kutaisi je sestrinski grad s dvadeset gradova, uglavnom azijskih i europskih te jednim iz Sjedinjenih Država.
| - Gjumri, Armenija - Gäncä, Azerbajdžan - Plovdiv, Bugarska - Bayonne, Francuska - Lyon, Francuska - Nikaia, Grčka - Rašt, Iran - Aškelon, Izrael - Tianjin, Kina - Xinhua, Kina |  | - Poznań, Poljska - Columbia, Missouri, SAD - Vitoria-Gasteiz, Španjolska - Kars, Turska - Samsun, Turska - Newport, Wales, UK - Dnjipro, Ukrajina - Donjeck, Ukrajina - Harkiv, Ukrajina - Lavov, Ukrajina |

## Galerija slika
- Katedrala Bagrati.
- Manastir Gelati.
- Zgrada gradske vijećnice.
- Kazalište u Kutaisiju.
- Javna škola u gradu.